# Arthur Brown Ritchie
Pour les articles homonymes, voir Arthur Ritchie et Ritchie.
Arthur Brown Ritchie (18 octobre 1885-20 avril 1977) est un homme politique canadien de la Colombie-Britannique. Il est député provincial de la Coalition pour la circonscription britanno-colombienne de Salmon Arm de 1945 à 1952.